# Fall Brawl
Fall Brawl var et pay-per-view-show inden for wrestling produceret af World Championship Wrestling. Det var ét af organisationens månedlige shows og blev afholdt i september fra 1993 til 2000. Fall Brawl var kendetegnet ved, at de fleste shows blev afsluttet med en speciel WarGames Match, hvor to hold kæmpede 4-mod-4 i et bur, der var placeret rundt om to wrestlingringe. Mange betragtede Fall Brawl som WCW's svar på WWF's Survivor Series på grund af WarGames-kampen, der på nogle områder mindede lidt om WWF's Survivor Series-kampe, hvor man også dyster hold mod hold.

## Main events
| År   | Main event | Titel                              |
| ---- | --- | ---------------------------------- |
| 1993 | Sting, Davey Boy Smith, Dustin Rhodes og The Shockmaster vs. Sid Vicious, Vader og Harlem Heat                                                                      |                                    |
| 1994 | Dusty Rhodes, Dustin Rhodes og Nasty Boys (Brian Knobbs og Jerry Sags) vs. Stud Stable (Terry Funk, Arn Anderson, Bunkhouse Buck og Colonel Robert Parker)          |                                    |
| 1995 | Hulkamania (Hulk Hogan, Randy Savage, Lex Luger og Sting) vs. Dungeon of Doom (Kamala, Zodiac, Shark og Meng) (med The Taskmaster)                                  |                                    |
| 1996 | nWo (Hollywood Hogan, Kevin Nash, Scott Hall og nWo Sting) vs. The Four Horsemen/WCW (Lex Luger, Ric Flair, Arn Anderson og Sting)                                  |                                    |
| 1997 | nWo (Buff Bagwell, Kevin Nash, Syxx og Konnan) vs. The Four Horsemen (Chris Benoit, Steve McMichael, Ric Flair og Curt Hennig)                                      |                                    |
| 1998 | WCW (Diamond Dallas Page, Roddy Piper og The Warrior) vs. nWo Hollywood (Hollywood Hogan, Stevie Ray og Bret Hart) vs. nWo Wolfpac (Kevin Nash, Sting og Lex Luger) |                                    |
| 1999 | Hulk Hogan vs. Sting | WCW World Heavyweight Championship |
| 2000 | Kevin Nash vs. Booker T | WCW World Heavyweight Championship |

## Resultater

### 1993
Fall Brawl 1993 fandt sted d. 19. september 1993 i Astro Arena i Houston, Texas.
- WCW World Television Championship: Lord Steven Regal besejrede Ricky Steamboat
- Charlie Norris besejrede Big Sky
- Too Cold Scorpio og Marcus Bagwell besejrede The Equalizer og Paul Orndorff
- Ice Train besejrede Shanghai Pierce
- WCW World Tag Team Championship: Nasty Boys (Brian Knobbs & Jerry Saggs) besejrede Arn Anderson og Paul Roma
- Cactus Jack besejrede Yoshi Kwan
- WCW International World Heavyweight Championship: Rick Rude besejrede Ric Flair
- Davey Boy Smith, Dustin Rhodes, The Shockmaster og Sting besejrede Big Van Vader, Kane, Kole og Sid Vicious i en WarGames Match

### 1994
Fall Brawl 1994 fandt sted 18. september 1994 fra Roanoke, Virginia.
- WCW World Television Championship: Johnny B. Badd besejrede Lord Steven Regal
  - Johnny B. Badd vandt dermed titlen.
- Kevin Sullivan besejrede Cactus Jack i en Loser Leaves WCW Match
  - Cactus Jack måtte dermed forlade World Championship Wrestling.
- WCW United States Heavyweight Championship: Steve Austin besejrede Ricky Steamboat
  - Steamboat havde fået en alvorlig skade, der endte hans karriere, og Steve Austin blev dermed foræret titlen. Han skulle dog umiddelbart efter overrækkelsen forsvare titlen mod Hacksaw Jim Duggan.
- WCW United States Heavyweight Championship: Hacksaw Jim Duggan besejrede Steve Austin
  - Duggan vandt dermed titlen fra Steve Austin.
- WCW World Tag Team Championship: Pretty Wonderful (Paul Orndorff og Paul Roma) besejrede Stars 'n' Stripes (Patriot og Marcus Alexander Bagwell)
- Vader besejrede Sting og Guardian Angel i en Triangle Elimination Match
- Team Rhodes (Nasty Boys (Brian Knobbs og Jerry Sags), Dusty Rhodes og Dustin Rhodes) besejrede Stud Stable (Terry Funk, Arn Anderson, Bunkhouse Buck og Colonel Robert Parker) i en WarGames Match

### 1995
Fall Brawl 1995 fandt sted 17. september 1995 fra Asheville, North Carolina.
- Johnny B. Badd besejrede Brian Pillman
- Sgt. Craig Pittman besejrede Cobra
- WCW World Television Championship: Diamond Dallas Page besejrede Renegade
  - Page vandt dermed titlen.
- WCW World Tag Team Championship: Harlem Heat (Booker T og Stevie Ray) besejrede Bunkhouse Buck og Dick Slater
  - Harlem Heat vandt dermed VM-bælterne.
- Arn Anderson besejrede Ric Flair
  - I denne historiske kamp mellem to tidligere bedste venner fra gruppen IV Horsemen kom Brian Pillman overraskende til ringen og sparkede Flair i hovedet, hvilket Arn Anderson udnyttede og vandt kampen.
- Hulkamania (Hulk Hogan, Randy Savage, Lex Luger og Sting) besejrede Dungeon of Doom (Kamala, Zodiac, Shark and Meng (med The Taskmaster) i en WarGames Match
  - Med sejren fik Hulk Hogan fem minutter alene i buret med The Taskmaster, men de blev afbrudt, da The Giant angreb Hogan og ødelagde hans nakke.

### 1996
Fall Brawl 1996 fandt sted 15. september 1996 fra Winston-Salem, North Carolina.
- Diamond Dallas Page besejrede Chavo Guerrero, Jr.
- Ice Train besejrede Scott Norton i en Submission Match
- AAA Heavyweight Championship: Konnan besejrede Juventud Guerrera
  - AAA Heavyweight Championship er en titel fra den mexicanske wrestlingorganisation Asistencia Asesoría y Administración, som World Championship Wrestling havde et tæt samarbejde med.
- Chris Benoit besejrede Chris Jericho (14:36)
- WCW Cruiserweight Championship: Rey Mysterio, Jr. besejrede Super Calo
- WCW World Tag Team Championship: Harlem Heat (Booker T og Stevie Ray) besejrede Nasty Boys (Brian Knobbs og Jerry Sags)
- The Giant besejrede Randy Savage
- Team nWo (Hollywood Hogan, Scott Hall, Kevin Nash og nWo Sting) (med Ted DiBiase) besejrede Team WCW/IV Horsemen (Lex Luger, Ric Flair, Arn Anderson og Sting) (med Miss Elizabeth og Woman) in en WarGames Match
  - nWo Sting var en falsk udgave af den rigtige Sting, og WCW's wrestlere troede, at Sting havde vendt dem ryggen. Da den rigtige Sting endelig kom til ringen, angreb han nWo og beviste, at han var på WCW's side. Sting var dog så skuffet over, at særligt Lex Luger ikke havde stolet på ham, så han forlod ringen, og nWo vandt kampen 4-mod-3. Der skulle gå mere end 15 måneder før Sting vendte tilbage til ringen.

### 1997
Fall Brawl 1997 fandt sted 14. september 1997 fra Winston-Salem, North Carolina.
- WCW Cruiserweight Championship: Eddie Guerrero besejrede Chris Jericho
  - Guerrero vandt dermed titlen fra Jericho.
- Steiner Brothers (Rick Steiner og Scott Steiner) (med Ted DiBiase) besejrede Harlem Heat (Booker T og Stevie Ray)
- WCW World Television Championship: Alex Wright besejrede Último Dragón
- Jeff Jarrett besejrede Dean Malenko
- Wrath og Mortis besejrede Faces of Fear (Meng og Barbarian)
- The Giant besejrede Scott Norton
- Lex Luger og Diamond Dallas Page besejrede Scott Hall og Randy Savage i en No Disqualification Match
- nWo (Buff Bagwell, Kevin Nash, Syxx og Konnan) besejrede IV Horsemen (Chris Benoit, Steve McMichael, Ric Flair og Curt Hennig) i en WarGames Match
  - Curt Hennig, det seneste medlem af IV Horsemen, vendte sit hold ryggen og sluttede sig til nWo, hvilket gjorde det til en kamp 5-mod-3.

### 1998
Fall Brawl 1998 fandt sted 13. september 1998 fra Lawrence Joel Veterans Memorial Coliseum i Winston-Salem, North Carolina.
- British Bulldog og Jim Neidhart besejrede Dancing Fools (Alex Wright og Disco Inferno)
- WCW World Television Championship: Chris Jericho besejrede en falsk udgave af Goldberg
- Ernest Miller besejrede Norman Smiley
- Rick Steiner kæmpede uafgjort mod Scott Steiner (med Buff Bagwell)
  - I denne kamp mellem de to brødre fra Steiner Brothers lod Buff Bagwell som om, at hans skade i nakken var kommet igen, og begge brødre hjalp ham ud i ambulancen. Kort efter kom Scott Steiner og Buff Bagwell ud af ambulancen og angreb Rick Steiner.
- WCW Cruiserweight Championship: Juventud Guerrera besejrede Silver King
- Perry Saturn besejrede Raven in a Raven's Rules Match
- Dean Malenko besejrede Curt Hennig (med Rick Rude) via diskvalifikation
- Konnan besejrede Scott Hall (med Vincent)
  - Scott Hall, der var offentligt kendt for at have alvorlige alkoholproblemer, vendte tilbage til ringen efter flere måneders pause. WCW udnyttede situationen, og Scott Hall wrestlede hele kampen under det indtryk, at han var fuld. Hall havde endda en øl med til ringen.
- Diamond Dallas Page besejrede Hollywood Hogan, Bret Hart, Stevie Ray, Kevin Nash, Sting, Lex Luger, Roddy Piper og Warrior i en WarGames Match
  - Dette var den sidste udgave af WCW's traditionsrige WarGames Match, og den havde markant anderledes regler end tidligere kampe:
  - Der var tre hold, der deltog: nWo Hollywood (Hollywood Hogan, Bret Hart og Stevie Ray), nWo Wolfpac (Kevin Nash, Sting og Lex Luger) og WCW (Diamond Dallas Page, Roddy Piper og Warrior). Kampen kunne vindes ved pinfall eller ved at få modstanderen til at give op. Den wrestler, der var i stand til at afgøre kampen, fik rettigheden til en VM-titelkamp ved WCW's Halloween Havoc i oktober 1998.

### 1999
Fall Brawl 1999 fandt sted 12. september 1999 i Lawrence Joel Veterans Memorial Coliseum i Winston-Salem, North Carolina.
- Billy Kidman, Konnan og Rey Mysterio, Jr. besejrede Vampiro og Insane Clown Posse (Shaggy 2 Dope & Violent J)
- WCW Cruiserweight Championship: Lenny Lane besejrede Kaz Hayashi
- The First Family (Hugh Morrus og Brian Knobbs) besejrede The Revolution (Dean Malenko og Shane Douglas)
- WCW World Television Championship: Rick Steiner besejrede Perry Saturn
- Berlyn besejrede Hacksaw Jim Duggan
  - Alex Wright skulle have haft mødt Buff Bagwell, men han dukkede for sent op til kampen. Det var i øvrigt Alex Wrights første kamp under ringnavnet Berlyn.
- WCW World Tag Team Championship: Harlem Heat (Booker T og Stevie Ray) besejrede Barry Windham og Kendall Windham
  - Harlem Heat vandt dermed VM-bælterne for tagteams for 9. gang.
- WCW United States Heavyweight Championship: Sid Vicious besejrede Chris Benoit
- Goldberg besejrede Diamond Dallas Page
- WCW World Heavyweight Championship: Sting besejrede Hulk Hogan
  - Sting slog Hogan med sit baseballbat og blev dermed en heel-wrestler. Sting vandt VM-titlen for 9. gang i karrieren.
  - Hulk Hogan blev under kampen angrebet af Diamond Dallas Page, Sid Vicious og Lex Luger, mens han fik hjælp af Bret Hart, der netop havde vendt tilbage til World Championship Wrestling for første gang efter Owen Harts tragiske død tidligere på året.

### 2000
Fall Brawl 2000 fandt sted 17. september 2000 i HSBC Arena i Buffalo, New York.
- Elix Skipper besejrede Kwee-Wee
- Corporal Cajun, Lieutenant Loco og Sergeant A-Wall besejrede Evan Karagias, Shane Helms og Shannon Moore
- Don Harris og Ron Harris besejrede Brian Adams og Bryan Clarke
- WCW United States Heavyweight Championship: Lance Storm besejrede General Rection
- Big Vito, Disco Inferno, Juventud Guerrera, Konnan, Paul Orndorff, Rey Mysterio og Tygress og Chuck Palumbo, Johnny the Bull, Mark Jindrak, Mike Sanders, Reno, Sean O'Haire og Shawn Stasiak kæmpede uafgjort
- Shane Douglas og Torrie Wilson besejrede Billy Kidman & Madusa i en Scaffold Match
- Sting besejrede Vampiro og The Great Muta
- Mike Awesome besejrede Jeff Jarrett i et Bunkhouse Brawl
- Scott Steiner besejrede Goldberg
- WCW World Heavyweight Championship: Booker T besejrede Kevin Nash i en Steel Cage Match